# باولو فيكتور (لاعب كرة قدم مواليد 1987)
باولو فيكتور (بالإيطالية: Paulo Victor Vidotti)‏ (بالبرتغالية: Paulo Victor Mileo Vidotti‏) هو لاعب كرة قدم إيطالي وبرازيلي في مركز حراسة المرمى يلعب في نادي الريان القطري، ولد في 12 يناير 1987 في أسيز في البرازيل. لعب مع غريميو بورتو أليغرينزي ونادي أمريكا ونادي فلامنغو ونادي الاتفاق السعودي.

## وصلات خارجية
- باولو فيكتور (لاعب كرة قدم مواليد 1987) على موقع اتحاد تركيا (لاعب) (الإنجليزية)
- باولو فيكتور (لاعب كرة قدم مواليد 1987) على موقع قاعدة بيانات كرة القدم.إي يو (الإنجليزية)
- باولو فيكتور (لاعب كرة قدم مواليد 1987) على موقع Soccerway.com (الإنجليزية)
- باولو فيكتور (لاعب كرة قدم مواليد 1987) على موقع عالم كرة القدم.نت (الإنجليزية)